# Revuelta chumash de 1824
La Revuelta chumash de 1824 fue un levantamiento de los indígenas chumash y yokut  entre febrero y junio de 1824, época de la Alta California mexicana, en el condado de Santa Bárbara, California, EE. UU.
La rebelión tuvo su origen en las misiones de Santa Inés, Santa Bárbara y La Purísima Concepción, y se extendió a los pueblos de los alrededores. La revuelta chumash fue el movimiento de resistencia organizada más grande que se produjo durante el periodo mexicano en California.
Los indígenas chumash ya estaban planeando una rebelión coordinada en las tres misiones. La rebelión comenzó más temprano debido a un incidente con un soldado en la Misión de Santa Inés el sábado 21 de febrero. La mayor parte del complejo de la Misión de Santa Inés fue incendiado. Los chumash se retiraron de la Misión Santa Inés a la llegada de refuerzos militares, luego atacaron la Misión de La Purísima desde adentro, y la guarnición de 5 soldados tuvo que rendirse cuando se les agoto la pólvora, tras lo cual los chumash les permitieron a los soldados, sus familias y uno de los dos sacerdotes de la misión partieran de Santa Inés en paz mientras que el segundo sacerdote decidió quedarse con los chumash para atender sus necesidades espirituales y facilitar negociaciones futuras. Los chumash fortificaron la misión y cortaron hoyos en las paredes de adobe a través de los cuales emplazaron dos viejos cañones ceremoniales que normalmente solo se utilizaban para crear efectos de sonido de cañón en las fiestas.
Al día siguiente, los chumash de la Misión de Santa Bárbara capturaron la misión desde adentro sin derramamiento de sangre, repelieron un ataque militar contra su asentamiento en la misión y luego se retiraron de la misión hacia las colinas. Los chumash continuaron en ocupación de la Misión de La Purísima hasta el 16 de marzo cuando una unidad militar mexicana atacó a la gente. Dos expediciones militares fueron enviadas para atacar a los chumash en las colinas; el primero en abril de 1824 no encontró un enemigo para luchar y se retiró, mientras que el segundo, en junio, negoció con los Chumash y los convencieron a la mayoría a que regresen a las misiones para el 28 de junio.
En total, la rebelión involucró hasta trescientos soldados mexicanos más caballería, auxiliares indígenas mazatecos y un cañón de cuatro libras. Por el lado Chumash, al menos dos mil nativos de chumash y yokut de todas las edades y géneros lucharon en la rebelión. Por otra parte, seis misioneros franciscanos también operaron durante la rebelión pero exclusivamente como mediadores neutrales y fueron casi universalmente respetados y utilizados por ambos bandos; tras lo cual fueron instrumentales en mediar el fin pacífico de la rebelión.
Fue la rebelión indígena más grande en la historia de la Alta California.

## Antecedentes
Los chumash fueron encontrados por europeos por primera vez en 1542, cuando los barcos del explorador Juan Rodríguez Cabrillo aterrizaron en territorio chumash. Sin embargo, el territorio de los chumash no fue colonizado por los españoles hasta 1772, cuando se estableció la Misión de San Luis Obispo de Tolosa en sus tierras. La Misión de San Buenaventura siguió en 1782, Santa Bárbara en 1786 y La Purísima en 1787, y finalmente Santa Inés en 1804. Al igual que muchos otros pueblos indígenas que vivían cerca de las misiones, una mayoría se convirtió al cristianismo, algunos simplemente usaron las misiones como una herramienta de supervivencia para superar los drásticos cambios ecológicos y demográficos que la llegada de los españoles instigó, y algunos no aceptaron a los españoles en ninguna manera.
Los barcos españoles que transportaban suministros y pagos para los soldados y misioneros se detuvieron después de 1810; por esto, los presidios presionaron a las misiones para obtener más suministros. En torno los misioneros presionaron a los nativos de la misión a trabajar más horas y ser más productivos, pero los nativos no recibieron compensación adicional por su trabajo extra. Además de esto, la independencia de México de España en 1821 provocó una depresión económica en la región durante el cambio de soberanía además de esperada incertidumbre política durante la cual la Alta California permaneció esencialmente sin dirigente.
Los misioneros franciscanos aumentaron sus esfuerzos para suprimir la cultura chumash después de 1820, lo que provocó un mayor resentimiento hacia los misioneros. Los rumores de una violencia inminente entre los soldados y los nativos eran comunes a principios de la década de 1820, y los Chumash pasaron meses preparándose para un levantamiento. Los indígenas fueron ayudados en sus preparativos al haber sido armados con arcos, lanzas y machetes y entrenados en tácticas militares europeas cuando tuvieron que defender las misiones contra el intento de invasión argentina de Alta California en 1818. Los chumash se acercaron diplomáticamente a sus vecinos los yokuts y algunas aldeas yokut enviaron un número indeterminado de hombres para ayudar con la insurrección.
Las consideraciones políticas del Imperio español y de la independencia mexicana en 1821 deben tenerse en cuenta para los motivos de la rebelión. La Constitución española de 1812 estableció un precedente para la igualdad de los indígenas con los europeos, y fue creada por las Cortes de Cádiz con la participación de delegados originarios de territorios españoles en todos los continentes americanos. Esta constitución otorgó plenos derechos de ciudadanía a todas las personas en las colonias españolas, independientemente de su estatus social o étnico. También prohibió el pago de tributo por los nativos y las prácticas de trabajo forzado y castigo corporal. La constitución en sí fue de corta duración, y solo tuvo vigencia hasta 1814; El oficial mandado a Alta California para establecer la constitución fue informado de que se había rescindido oficialmente antes de su llegada, pero el funcionario continuó tratando de generar apoyo para el espíritu de la ley. 
Más tarde, la declaración de independencia mexicana de 1821 "abolió todas las distinciones entre europeos, africanos e indios", y un decreto del gobierno mexicano al año siguiente prohibió el uso del término "indio", para ser reemplazado por la palabra "ciudadano". El gobierno mexicano designó un comisionado para difundir la nueva política en todo California y para implementar los organismos gubernamentales responsables de llevar a cabo la política en noviembre de 1822. Fray Payeras registró que una cuarta parte de los indígenas en su misión expresó su aprobación por el mensaje mexicano de libertad. La gente chumash en las Misiones de Santa Inés, Santa Bárbara y La Purísima habían escuchado a los gobiernos español y mexicano prometerles igualdad de trato bajo la ley; por tanto, ser maltratados por los soldados de los presidios o los misioneros franciscanos ahora podría provocar mucha más indignación que antes, ya que las personas que cometían maltratos contra los chumash también estaban infringiendo las leyes de su propia nación.
El historiador James A. Sandos argumenta que la rebelión chumash se planeó con el deseo de crear una nueva sociedad, independiente y fuera de las misiones, diseñada con una mezcla de ideas religiosas chumash y cristianas y utilizando la agricultura y ganadería de estilo europeo como sus medios de apoyo económico.

## El conflicto

### Primera etapa
Fue en este ambiente de tensiones económicas, cambios sociales y conflictos étnicos que comenzó la rebelión. La rebelión había sido planeada durante meses y se le había asignado como fecha de comienzo el 22 de febrero de 1824; sin embargo, comenzaría un día antes debido a un confrontamiento fortuito entre un soldado mexicano y un indígena chumash: El 21 de febrero, un hombre chumash proveniente de la Misión de La Purísima llegó a la Misión Santa Inés a visitar a un pariente suyo que ahí se encontraba encarcelado y pidió al caporal Valentín Cota que se le permitiera una visita; cuando el caporal negó el permiso el chumash respondió "¿acaso el rey prohíbe a familiares hablar con familiares?", tras lo que el mexicano contesto "ya no hay ningún rey excepto el capitán" y después procedió a golpear salvajemente al chumash con la culata de su rifle para después ordenar a sus soldados que lo azotaran.

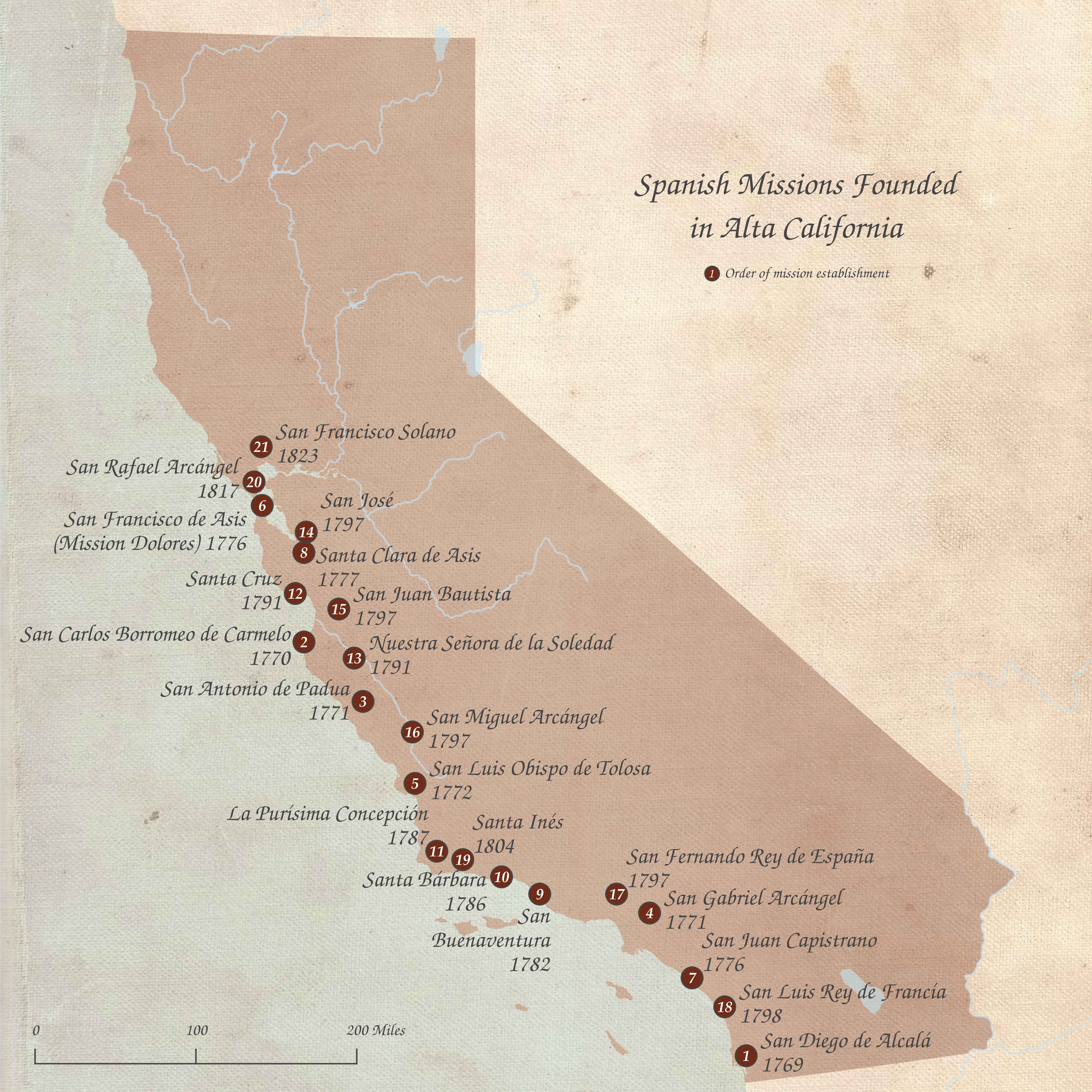
Mapa de todas las misiones en California (las misiones involucradas en la rebelión son las numeradas 5, 11, 19, 10 y 9)

Este acto causó tanta indignación en los neófitos chumash en la misión que la rebelión ya planeada empezó temprano y los chumash atacaron en masa a los soldados usando flechas y prendiendo fuego a múltiples edificios de la misión. Aproximadamente 554 nativos participaron en la revuelta en la Misión de Santa Inés. Después de una batalla acalorada con muchos heridos y la llegada de refuerzos Chumash, el sacerdote y los soldados de la misión se encerraron en un edificio, donde esperaron a ser rescatados el día siguiente por un destacamento de tropas mexicanas del Presidio de Santa Bárbara. Los soldados obligaron a los rebeldes de Santa Inés a entrar al poblado neófito de la misión, que fue quemado rápidamente para expulsar a los chumash. En la lucha en la Misión de Santa Inés el primer día, 15 mujeres y niños más 4 hombres chumash murieron en los incendios y un soldado mexicano fue matado. 
La mayoría de los chumash huyeron a las dos misiones más cercanas, Santa Bárbara y La Purísima, para informar a sus compañeros Chumash de la revuelta y unirse a ellos. Aproximadamente 722 de los chumash en La Purísima se habían unido a la rebelión. La Misión La Purísima fue capturada por los Chumash; Los soldados y sus familias y dos franciscanos se refugiaron en un almacén. Un hombre chumash murió en la lucha inicial en La Purísima. Los chumash mataron a cuatro colonos mexicanos que pasaban por la misión aparentemente por casualidad. Hasta 1270 personas chumash fortificaron a La Purísima, erigiendo empalizadas de madera y cortando bucles de pistolas de los muros de la misión, armándose con los mosquetes almacenados en la misión. Los chumash mantuvieron a los soldados y sus familias durante tres días y luego los liberaron sin violencia, junto con Fray Blas Ordaz; Fray Antonio Rodríguez se quedó dentro de la misión, y los indígenas dieron a conocer su intención de mantener y defender la misión.
Simultáneamente, la Misión de Santa Bárbara también fue capturada por los chumash dentro de la misión, quienes desarmaron a los soldados y luego obligaron a soldados, clero y civiles de la misión a retirarse al cercano Presidio de Santa Bárbara pero no les hicieron daño. El alcalde de Santa Bárbara usó el subterfugio para superar la rebelión allí, ya que el elemento sorpresa se perdió. Algunos de los hombres chumash escoltaron a las mujeres y los niños a las colinas, llevándose consigo el ganado, las provisiones y otros bienes de la misión. El resto de los hombres chumash se quedaron preparados para luchar contra los soldados que vendrían del presidio cercano. Como esperaron, una pequeña fuerza de tropas mexicanas y sacerdotes llegaron a la misión desde el presidio, intentando negociar la rendición de los nativos de Santa Bárbara. Los chumash se negaron y se libró una batalla que terminó con dos chumash muertos y tres heridos, y cuatro soldados mexicanos heridos. El destacamento mexicano se retiró al presidio, y los defensores chumash siguieron a su primer grupo hacia las colinas.
En este punto del conflicto, los chumash solo tenían tomada la Misión de La Purísima. Más de 1 200 indígenas ocupaban la misión, aunque sólo aproximadamente 400 de ellos eran guerreros. Tenían control total de la misión misma, sus recursos y los campos y huertos a su alrededor. Las autoridades mexicanas no respondieron directamente hasta el 14 de marzo de 1824, cuando 109 soldados, incluidos infantería, caballería y un cañón, salieron de San Luis Obispo con la intención de retomar la Misión La Purísima y dirigidos por el teniente Mariano Estrada. Sin embargo, dos indígenas que vivían en San Luis Obispo también salieron a toda prisa delante de la columna militar para llegar antes que la misma a La Purísima y advertir a los chumash.
Los soldados mexicanos comenzaron a atacar la Misión de La Purísima en la mañana del 16 de marzo. Los nativos americanos se defendieron mayormente con arcos y flechas aunque también tenían una cantidad menor de mosquetes e incluso un cañón. La batalla duró dos horas y media, durante la cual los soldados cortaron todas las vías de retirada de la misión. Después de que los nativos sufrieron dieciséis muertos y varios más heridos, le pidieron al fraile Antonio Rodríguez, que se había quedado dentro de la misión con ellos, que negociara una tregua. Los soldados aceptaron la rendición de los nativos americanos, confiscando "dos cañones, dieciséis mosquetes, 150 lanzas, seis machetes y una cantidad incalculable de arcos y flechas". Los mexicanos solo habían sufrido una muerte y dos heridos en la batalla.

### Segunda etapa
La misión se había retomado, pero la mayoría de los nativos americanos todavía vivían exiliados en las colinas, apoyados por alianzas hechas principalmente con los yokut al regalarles suministros y bienes tomados de las misiones. De vuelta al control de las áreas desarrolladas, los mexicanos reaccionaron judicialmente a la rebelión a través de tribunales militares de algunos de los pueblos nativos capturados y hicieron un viaje general a cinco misiones en el área y dieron discursos a los nativos americanos allí, amenazandolos a todos con la muerte si la revuelta no sea terminada. En el camino, un grupo de indios considerados como cabecillas de la rebelión en Santa Inés fueron capturados fueron sometidos a un juicio marcial y siete de ellos fueron  condenados a muerte y fusilados; el resto fue sentenciado a 10 años de labor penal en el Presidio para después ser exiliados fuera de California.
La primera expedición militar mexicana contra los rebeldes comenzó el 11 de abril y marchó cinco días para llegar al territorio de los yokut. Mientras estaban en camino, la columna mató a cuatro personas indígenas, y sufrieron tres soldados heridos. La expedición fue terminada y volvieron al presidio cuando se enfrentaron a una fuerte tormenta de viento y polvo y el líder, Don Narciso Fabregat, decidió que debían regresar.
La comida se convirtió en un problema tanto en las misiones como en las colinas llenas de refugiados. Las misiones tenían muy pocas personas indígenas presentes para realizar el trabajo manual necesario para producir alimentos, mientras que las aldeas Yokut tenían muchas más bocas que alimentar de lo que estaban acostumbrados a mantener.
En mayo de 1824, Fray Ripoll de la Misión de Santa Bárbara escribió un llamamiento al gobernador de California en que defendió y explicó las acciones de los chumash con la esperanza de que el gobernador perdonara a los rebeldes. El ángulo que tomó la carta de Ripoll fue que los indígenas todavía eran como menores de edad a quienes se debía cuidar, en el clásico estilo franciscano de verse a sí mismos como padres de los indios que eran niños. Esto ignoraba por completo la política de igualdad del imperio mexicano para todas las personas en el territorio del estado. La explicación fue aceptada por el gobernador, quien emitió un perdón general a todos los que habían participado en la revuelta, a excepción de los ya condenados en los tribunales militares, y el perdón se anunció el 16 de mayo de 1824.

## Reconciliación
Se enviaron tres expediciones militares separadas para informar a los chumash que habían sido perdonados y que podían regresar a las misiones en paz. La expedición principal de 130 soldados, caballería y un cañón salió de la Misión de Santa Bárbara el 2 de junio de 1824. Los líderes Chumash se reunieron con los líderes de la expedición, que incluyeron al general Pablo de la Portilla y los frailes Vicente Francisco Sarria (prefecto regional de todas las misiones católicas) y Antonio Ripoll, el 8 de junio. Después de que esta reunión inicial fue tomada en bien, se realizó una segunda reunión el 11 de junio con un grupo mucho más grande de exiliados. El perdón se explicó a los chumash reunidos, quienes lo aceptaron.
La paz fue conmemorada y formalizada con una misa de celebración el 13 de junio.
Durante la semana siguiente, los soldados y los líderes indígenas viajaron por el área para encontrar más exiliados y pedirles que regresasen a las misiones. Los primeros grupos de indígenas que salieron de regreso llegaron a Santa Bárbara el 16 de junio, y las llegadas continuaron durante semanas. Para el 28 de junio, aproximadamente 816 de la población original de 1000 habían regresado después de haber huido al monte para escapar de la lucha; desplazados entre los que se incluyó un grupo de alrededor de 50 civiles chumash que huyeron hasta la isla de Santa Cruz en dos enormes canoas que construyeron apresuradamente para tal propósito.
Se hicieron celebraciones en las misiones para conmemorar la paz y el regreso de los indígenas, y también se invitaron a los Yokuts a asistir. Para el año siguiente, solo "cuatro hombres y dos o tres mujeres" no habían regresado a las misiones.
Las razones por las que los chumash aceptaron rendirse fueron varias. La primera fue que para ese entonces ya se encontraban bastante urbanizados y acostumbrados a vivir en las misiones por lo que huir a la espesura de los montes afecto de manera catastrófica su modo de vida; otra razón es que también se encontraban bastante cristianizados para ese entonces por lo que sentían bastante afinidad hacia los mexicanos, y a estos factores se sumaron los términos ofrecidos por los mexicanos que resultaron ser bastante generosos. Peor aún para los chumash fue que también existieron peleas internecinas entre ellos mismos; por ejemplo, cuando los guerreros chumash partieron al frente de batalla a pelear, sus hogares fueron totalmente saqueados por los chumash que habían decidido quedarse: al terminar la rebelión muchos guerreros chumash regresaron solo para descubrir que durante su ausencia perdieron todas sus posesiones a manos de sus vecinos, de otros indígenas oportunistas o simplemente ladrones de cualquier procedencia racial que aprovecharon la oportunidad de encontrarse con una propiedad totalmente abierta y descuidada en medio del caós de un conflicto armado.